# Dittrichia viscosa
Dittrichia viscosa là một loài thực vật có hoa trong họ Cúc. Loài này được (L.) Greuter mô tả khoa học đầu tiên năm 1973.